# Denzel Valentine
Denzel Robert Valentine (Lansing, 16 novembre 1993) è un cestista statunitense.
Prima di diventare un professionista, Valentine faceva parte dei Michigan State Spartans di Tom Izzo. Nel suo ultimo anno di college, Valentine è diventato il primo giocatore di Michigan State a vincere l'Associated Press College Basketball Player of the Year. Nello stesso anno ha anche vinto il titolo di Player of the Year assegnato dalla NABC, USA Today, Sports Illustrated, NBC Sports e Basketball Times, oltre ad essere nominato all'uninanimità nel First-Team All-American.

## Carriera

### High school
Valentine ha frequentato la J.W. Sexton High School, scuola dove è stato allenato da suo padre Carlton Valentine (ex giocatore di Michigan State), giocando con il suo futuro compagno di college Bryn Forbes e con Anthony Clemmons, che giocherà con gli Iowa Hawkeyes.
Nella sua stagione da sophomore, Valentine ha concluso la stagione con 10,9 punti, 5,8 assist e 6,3 rimbalzi a partita, guidando Sexton alla finale per il titolo dello Stato. È stato inoltre insignito del premio Class B honorable mention all-state.
Nella stagione successiva entra a far parte del First-Team All-State Class B grazie alle scelte del Detroit Free Press e del The Detroit News, mentre il Lansing State Journal l'ha inserito nel suo Dream Team. Ha inoltre guidato Sexton High School alla vittoria del Class B State Championship, il primo titolo della scuola nel sui 51 anni di vita, realizzando 17 punti con sei rimbalzi e tre assist nella vittoria 75-60 nella finale giocata contro la Muskegon Heights High School. La sua stagione si è conclusa con 12,7 punti, 7,9 rimbalzi, 8,5 assist, 5,4 rubate e 1,1 stoppate di media a partita, oltre a riuscire ad entrare nell'NBA Top 100 Camp.
Nella sua stagione da senior è riuscito a realizzare 14 punti e a catturare 11 rimbalzi, oltre a 9 assist di media a partita, portando i Big Reds a concludere l'anno con un record di 27-1. Venne scelto come Player of the Year dal Lansing State Journal, mentre l'Associated Press lo nominò Class B Player of the Year. Venne inoltre inserito nella classifica dei migliori 100 giocatori di high scool da Rivals.com (#81, #15 come guardia tiratrice), ESPNU100 (#98, #26 come guardia tiratrice) e da Scout.com (#27 come guardia tiratrice).

### College (2012-2016)
Nel suo anno da freshman è sceso in campo in tutte e 36 le gare, 15 da titolare, per una media di minuti in campo di 20,8. Le sue medie stagionali furono di 5,0 punti e 4,1 rimbalzi, quarto in squadra, oltre a 2.4 assist a partita, secondo sempre nella classifica di squadra. In sei occasioni, Valentine ha finito la partita in doppia cifra, tra cui un massimo stagionale di 14 punti nella partita contro Illinois. La sua prima apparizione da titolare avvenne già alla quarta partita di campionato contro Boise State, match nel quale Valentine segnò 12 punti. Nel match giocato contro gli Oakland Golden Grizzlies, squadra dove militava suo fratello Drew, Valentine fece la sua prima doppia doppia, segnando 10 punti e raccogliendo ben 10 rimbalzi e fornendo sei assist ai compagni, entrambi suoi massimi stagionali. Valentine riuscì a raccogliere sei o più rimbalzi in ben undici partite, risultando anche il miglior rimbalzista in cinque partite giocate con MSU. Oltre alla sua capacità di rimbalzista, Valentine si mise in mostra per la sua capacità di servire assist ai compagni; infatti risultò il miglior assistman di squadra in dieci partite, finendo la stagione con nove match con almeno quattro assist distribuiti. Grazie al suo rendimento, Valentine venne insignito del premio MSU's Unsung Player Award, premio assegnato dai giocatori stessi.
Nella sua seconda stagione scese in campo 38 volte, ben 33 come titolare, finendo l'anno con medie di 8,0 punti a partita, 6,0 rimbalzi e 3,8 assist, il tutto in un utilizzo medio di 29,4 minuti. Fu l'unico Spartan a giocare tutte e 38 le partite, secondo per partenze da titolare e terzo per minuti giocati di squadra. Valentine giocò come titolare tutte e 30 le ultime partite della stagione, classificandosi come secondo miglior assistman di squadra, terzo rimbalzista e quarto marcatore, diventando così l'unico giocatore della Big Ten ad essere nella Top 15 sia dei rimbalzisti (undicesimo) che in quella degli assistman (ottavo). Infatti fu il miglior rimbalzista di squadra in undici partite e il miglior assistman in sedici, incluse quattro partite dove fu il migliore in entrambe le categorie. Valentine riuscì inoltre a collezionare ben tre doppie doppie nelle partite contro New Orleans University (12/28 al tiro; 10 punti e 13 rimbalzi), Illinois (1/18 dal campo; 15 punti e 11 rimbalzi) e Penn State (2/6 al tiro;; 11 punti e 11 rimbalzi), sfiorando la tripla doppia nelle stesse partite contro New Orleans e Penn State (sei assist in entrambi i match). Valentine migliorò anche il suo tiro da tre e l'abilità nel rubar palla, classificandosi rispettivamente quarto e terzo nella graduatoria di squadra. Grazie ai suoi miglioramenti, Valentine guadagnò la menzione d'onore nella All-Big Ten (Allenatori e media).
Nella sua stagione da junior, grazie alle partenze di Adreian Payne e Gary Harris, scelti al Draft 2014, alla laurea di Keith Appling, al passaggio agli Ohio Bobcats di Kenny Kaminski e il trasferimento di Russell Byrd, Valentine si ritrovò in mano le chiavi della squadra, venendo anche scelto come uno dei tre capitani di Michigan State. Tutta questa leadership portò Valentine ad essere l'unico giocatore della Big Ten a classificarsi nella top-15 per punti segnati (dodicesimo con 14,5 punti di media), rimbalzi (undicesimo con 6,3 rimbalzi a partita) e assist (settimo con 4,3 assist di media), oltre ad essere il secondo miglior marcatore, rimbalzista e assistman della sua squadra. Fu inoltre l'unico Spartan ad essere titolare in tutte e 39 le gare giocate in stagione. Nella fase finale del campionato NCAA, Valentine migliorò ulteriormente le sue media, chiudendo il torneo con 15.0 punti, 7.0 rimbalzi e 3.6 assist a partita. Valentine entrò nella storia di MSU riuscendo a diventare il 48º giocatore a segnare almeno 1000 punti in carriera, grazie alla prova da 18 punti contro Oklahoma nella NCAA Tournament Sweet 16. Anche la media del tiro da tre punti e la percentuale dal tiro libero crebbero in quella stagione, miglioramenti che portarono Valentine ad essere il "Mr Versatility" di squadra, soprannome dovuto anche alle tre doppie doppie di stagione. La sua stagione da junior si concluse con l'inserimento nella Orlando Classic All-Tournament Team, grazie ai 19,3 punti e 5,0 rimbalzi di media nelle tre partite giocate, nel Third Team All-Big Ten, nel USBWA All-District V e nel NCAA East Regional All-Tournament Team.
Il 17 novembre 2015, nel suo anno da senior, diventa il quarto giocatore di Michigan State a registrare una tripla doppia, con 29 punti, 12 rimbalzi e 12 assist nella vittoria contro i Kansas Jayhawks, prima tripla doppia anche di tutta la stagione NCAA. Il 21 Dicembre, venne annunciato che Valentine resterà fuori dal campo per 2-3 settimane a causa di un intervento chirurgico al ginocchio in artroscopia; Valentine ritornò poi sul campo da gioco il 10 Gennaio 2016.
L'11 febbraio venne inserito nella lista dei 35 giocatori in corsa per il Naismith College Player of the Year. Il 29 Febbraio venne annunciato come semifinalista dell'Oscar Robertson Trophy, oltre ad essere finalista per il John R. Wooden Award, l'Adolph Rupp Trophy, l'Associated Press College Basketball Player of the Year e il NABC Player of the Year.
Valentine conclude la stagione con 19,5 punti, 7,5 rimbalzi e 7,5 assist di media, oltre ad aver portato Michigan State al secondo posto della Big Ten. L'8 Marzo USA Today assegna a Valentine il premio di National Player of the Year, battendo Buddy Hield. Nello stesso giorno, la Big Ten annuncia che Valentine è il Big Ten's Player of the Year. Il 9 marzo viene inserito da Sporting News nell'All-American Team.
Vinse molti premi in stagione, diventando il primo giocatore di MSU a vincere il College Basketball Player of the Year Award, dai tempi della vittoria del NABC Player of the Year ottenuta da Draymond Green nel 2012. Valentine si mise in luce nel Big Ten Tournament di Indianapolis, guadagnando il premio di Most Outstanding Player e portando Michigan State alla vittoria del suo quinto titolo. Valentine, insieme al compagno di squadra Bryn Forbes, venne scelto per partecipare al Three-Point Contest. Valentine sconfisse il suo compagno al primo round, vincendo per 22 a 10, venendo eliminato solamente in semifinale, segnando 17 punti contro i 23 necessari per avanzare in finale. Il suo anno da senior aiutò Valentine a scalare posizione nel Draft NBA, infatti Valentine passò da essere potenzialmente non scelto ad entrare prepotentemente nella lista delle future scelte del Draft NBA 2016 tra le prime 15.

### NBA (2016-oggi)

#### Chicago Bulls (2016-oggi)
Il 23 giugno 2016, Valentine venne selezionato dai Chicago Bulls alla quattordicesima scelta assoluta al Draft 2016. Il 16 Luglio 2016, Denzel Valentine firmò il suo contratto con i tori, diventando così un giocatore della franchigia dell'Illinois a tutti gli effetti. Due giorni dopo segnò il jumper della vittoria allo scadere della finale di NBA Summer League contro i Minnesota Timberwolves. Esordì in NBA nella seconda gara della stagione il 30 ottobre 2016 contro gli Indiana Pacers. In quella gara effettuò un tiro (da tre) ma senza segnarlo, mettendo così a referto 0 punti.
Nella partita successiva contro i Brooklyn Nets disputò 7 minuti e mise a segno i suoi primi punti in NBA (3 in totale).
L'11 gennaio 2017, nella gara persa in trasferta per 101-99 contro gli Washington Wizards, Valentine mise a segno il proprio career-high points in NBA segnando 19 punti.
Il 25 febbraio nella gara vinta in casa per 128-121 all'overtime contro i Phoenix Suns, Valentine segnò 15 punti con 5-8 da 3 punti.
Il 17 marzo la guardia titolare dei tori Dwyane Wade (oltre alla cessione di Doug McDermott in febbraio agli Oklahoma City Thunder) fece sì che Valentine trovasse più spazio nelle rotazioni di Fred Hoiberg nel finale di stagione.
Il 18 marzo realizzò la prima doppia-doppia della sua carriera con 11 punti e 12 rimbalzi contro gli Utah Jazz, contribuendo così alla vittoria interna dei Bulls col punteggio di 95-86.
Il 1º aprile nella gara vinta in casa per 106-104 contro gli Atlanta Hawks segnò 13 punti in 28 minuti in uscita dalla panchina.
Nel corso della stagione venne assegnato spesso agli Windy City Bulls in D-League.

## Nazionale
Valentine ha fatto parte della squadra di USA Basketball che ha vinto la medaglia di bronzo alla XVII edizione dei giochi panamericani, tenutisi a Toronto. L'anno seguente, Valentine si aggregò allo USA Basketball Select Team che si allenava in vista dei giochi olimpici di Rio 2016.

## Statistiche

### NCAA
| Anno      | Squadra      | PG  | PT  | MP   | TC%  | 3P%  | TL%  | RP  | AP  | PRP | SP  | PP   |
| --------- | ------------ | --- | --- | ---- | ---- | ---- | ---- | --- | --- | --- | --- | ---- |
| 2012-2013 | MSU Spartans | 36  | 15  | 20,8 | 44,5 | 28,1 | 66,7 | 4,1 | 2,4 | 0,8 | 0,3 | 5,0  |
| 2013-2014 | MSU Spartans | 38  | 33  | 29,4 | 40,8 | 37,7 | 67,7 | 6,0 | 3,8 | 1,0 | 0,3 | 8,0  |
| 2014-2015 | MSU Spartans | 39  | 39  | 33,2 | 44,3 | 41,6 | 82,6 | 6,3 | 4,3 | 0,9 | 0,2 | 14,5 |
| 2015-2016 | MSU Spartans | 31  | 30  | 33,0 | 46,2 | 44,4 | 85,3 | 7,5 | 7,8 | 1,0 | 0,2 | 19,2 |
| Carriera  | Carriera     | 144 | 117 | 29,0 | 44,2 | 40,8 | 77,9 | 5,9 | 4,4 | 0,9 | 0,3 | 11,4 |

#### Massimi in carriera
- Massimo di punti: 32 vs Boise State (27 novembre 2015)[33]
- Massimo di rimbalzi: 14 vs Maryland-College Park (23 gennaio 2016)
- Massimo di assist: 13 (2 volte)
- Massimo di palle rubate: 4 (3 volte)
- Massimo di stoppate: 2 (5 volte)
- Massimo di minuti giocati: 42 (4 volte)

### NBA

#### Regular Season
| Anno      | Squadra             | PG  | PT | MP   | TC%  | 3P%  | TL%  | RP  | AP  | PRP | SP  | PP   |
| --------- | ------------------- | --- | -- | ---- | ---- | ---- | ---- | --- | --- | --- | --- | ---- |
| 2016-2017 | Chicago Bulls       | 57  | 0  | 17,1 | 35,4 | 35,1 | 77,8 | 2,6 | 1,1 | 0,5 | 0,1 | 5,1  |
| 2017-2018 | Chicago Bulls       | 77  | 37 | 27,2 | 41,7 | 38,6 | 74,5 | 5,1 | 3,2 | 0,8 | 0,1 | 10,2 |
| 2018-2019 | Chicago Bulls       | -   | -  | -    | -    | -    | -    | -   | -   | -   | -   | -    |
| 2019-2020 | Chicago Bulls       | 36  | 5  | 13,6 | 40,9 | 33,6 | 75,0 | 2,1 | 1,2 | 0,7 | 0,2 | 6,8  |
| 2020-2021 | Chicago Bulls       | 62  | 3  | 16,7 | 37,3 | 33,1 | 94,1 | 3,2 | 1,7 | 0,5 | 0,1 | 6,5  |
| 2021-2022 | Cleveland Cavaliers | 22  | 0  | 9,3  | 37,1 | 40,9 | -    | 1,7 | 0,5 | 0,3 | 0,0 | 2,9  |
| 2021-2022 | Utah Jazz           | 2   | 0  | 9,0  | 50,0 | 33,3 | -    | 2,0 | 0,0 | 0,5 | 0,0 | 2,5  |
| Carriera  | Carriera            | 256 | 45 | 18,8 | 39,4 | 36,0 | 78,7 | 3,3 | 1,8 | 0,6 | 0,1 | 7,0  |

#### Play-off
| Anno | Squadra       | PG | PT | MP  | TC%  | 3P%  | TL% | RP  | AP  | PRP | SP  | PP  |
| ---- | ------------- | -- | -- | --- | ---- | ---- | --- | --- | --- | --- | --- | --- |
| 2017 | Chicago Bulls | 4  | 0  | 5,5 | 33,3 | 25,0 | -   | 2,0 | 0,5 | 0,0 | 0,3 | 1,3 |

#### Massimi in carriera
- Massimo di punti: 34 vs Cleveland Cavaliers (17 marzo 2018)[34]
- Massimo di rimbalzi: 13 (2 volte)
- Massimo di assist: 7 (3 volte)
- Massimo di palle rubate: 5 vs Denver Nuggets (21 marzo 2018)
- Massimo di stoppate: 2 (3 volte)
- Massimo di minuti giocati: 40 vs Miami Heat (26 novembre 2017)

## Palmarès
- NABC Player of the Year (2016)
- Associated Press College Basketball Player of the Year (2016)
- Julius Erving Award (2016)